# Державний комітет України
Державний комітет України — центральний орган виконавчої влади України, діяльність якого спрямовує і координує Прем'єр-міністр України або віцепрем´єр-міністри чи міністри. Державний комітет утворює, реорганізовує та ліквідує Кабінет міністрів України, а голову призначає та звільняє з посади кабмін за поданням Прем'єр-міністра. Голова має заступників, яких за його поданням призначає Кабінет Міністрів України. Розподіл обов'язків між заступниками голови провадиться головою. Голова Держкомтаємниць несе персональну відповідальність за виконання покладених на Комітет завдань і здійснення ним своїх функцій, встановлює ступінь відповідальності заступників голови, керівників підрозділів Комітету.

## Діяльність
Державні комітети вносять пропозиції щодо формування державної політики відповідним членам Кабінету Міністрів України та забезпечують її реалізацію у визначеній сфері діяльності, здійснюють управління в цій сфері, а також міжгалузеву координацію та функціональне регулювання з питань, віднесених до їх підпорядкування. Ці центральні органи виконавчої влади сприяють міністерствам та уряду в цілому в реалізації державної політики шляхом виконання функцій державного управління, як правило, міжгалузевого чи функціонального характеру.
Для колегіального обговорення питань діяльності комітету в його складі утворюють колегію, а також окремі дорадчо-консультативні органи, що функціонують на громадських засадах. Діяльність комітету регламентують положення або інші відповідні законодавчі акти.
Рішення Державного комітету, видані у межах його повноважень, є обов'язковими для виконання центральними і місцевими органами державної виконавчої влади, органами місцевого і регіонального самоврядування, а також підприємствами, установами, організаціями та громадянами.

## Повноваження
Державний комітет має право:
- залучати вчених, а також спеціалістів центральних і місцевих органів виконавчої влади, підприємств, установ та організацій (за погодженням з їх керівниками) до розгляду питань, що належать до її компетенції;
- представляти Кабінет Міністрів України за його дорученням у міжнародних організаціях та під час укладання міжнародних договорів України;
- одержувати безоплатно у встановленому законодавством порядку від міністерств, інших центральних та місцевих органів виконавчої влади, Ради міністрів Автономної Республіки Крим, органів місцевого самоврядування інформацію, документи і матеріали, статистичні дані, необхідні для виконання покладених на неї завдань;
- проводити в установленому порядку конференції, семінари, наради з питань, що належать до її повноважень.
- взаємодіяти з центральними та місцевими органами виконавчої влади, Радою міністрів Автономної Республіки Крим, органами місцевого самоврядування, а також з відповідними органами та організаціями інших держав.
- видавати накази, організовувати і контролювати їх виконання у межах своїх повноважень на основі та на виконання актів законодавства.